# 塔伦岱
塔伦岱（？—？），满州（今吉林敦化市一带）人，是一名清朝政治人物。
塔伦岱曾于1794年接替詹斌任福建永安县知县一职，1795年由张联登接任。